# Noé
Nas religiões abraâmicas, Noé, Noha (do aramaico ܢܘܚ, "dormir, descanso") ou Noach (do hebraico: נח, "descanso, alívio, conforto") é o herói bíblico que recebeu ordens do Deus abraâmico para a construção de uma arca, para salvar a Criação do Dilúvio. De acordo com o Pentateuco, os cinco primeiros livros do tradicional Antigo Testamento da Bíblia escritos por Moisés, Noé era filho de Lameque, que era filho de Matusalém, que era filho de Enoque, que era filho de Jarede, que era filho de Malalel, que era filho de Cainã, que era filho de Enos, que era filho de Sete, que era filho de Adão, que era criação do Deus abraâmico.
A mulher de Noé (Gênesis 6:18; 7:7, 13; 8:16, 18), segundo a tradição judaica não bíblica, é chamada de Noéma ou Naamá (Na'amah - cheia de beleza) uma mulher cananita. Há quem a identifique como proveniente da descendência de Caim, sendo irmã de Tubalcaim que era filho de Lameque. O seu nome não vem mencionado no Pentateuco ou no Torá, na história de Noé. No livro dos Jubileus, o seu nome é conhecido por Enzara e seria sobrinha do Patriarca.
Contudo o personagem carece de evidências históricas sólidas. A história de Noé por seus elementos fantásticos pertencem ao campo da mitologia.
Noé possui paralelos com os mitos de Gilgamés e Deucalião.

## O nascimento de Noé
O nascimento de Noé é relatado no livro  apócrifo de Enoque e relata a história de uma estranha criança. Conta a história que Matusalém escolheu uma esposa para o seu filho Lameque e esta ficou grávida de um filho. Quando este nasceu repararam que era um bebê muito diferente dos outros e o seu pai teve medo. Ao ter medo, dirigiu-se a Matusalém para lhe contar o sucedido e disse-lhe:
"Eu tive um filho estranho, diferente de qualquer homem, e a sua aparência é como a dos filhos do Senhor do céu; e a sua natureza é diferente e não é como um de nós."
(Enoque 106:7)
Matusalém, ouvindo isto, viajou para longe, ao encontro de Enoque e contou-lhe o sucedido e este, ouvindo tudo, lhe respondeu:  "O Senhor fará algo de novo na terra, porque na geração de meu pai Jarede, alguns dos Anjos do Senhor transgrediram a palavra do Senhor e a sua lei, e uniram-se pecaminosamente com as filhas dos homens e tiveram filhos. Estes filhos resultantes desta união foram gigantes, não de acordo com o espírito mas de acordo com a carne. Por isto,o Senhor destruirá a Terra com um grande dilúvio e haverá grande destruição e castigo. E este filho que nasceu de teu filho será salvo, e os seus filhos com ele. E toda a humanidade restante morrerá." (Enoque 106:13-17)
Os livros de Enoque e esta história não foram aceitos pelos Judeus, porque, segundo a sua doutrina, os Anjos não se poderiam misturar com as mulheres comuns. Além disto, Matusalém não poderia ter feito qualquer menção a respeito de Noé a Enoque, pois este já não podia ser encontrado mesmo alguns anos antes do nascimento de Noé, conforme a Bíblia, no capítulo 5 do Livro de Gênesis, versículos 21 a 29. Afirma-se entretanto que a origem deste episódio, estaria na Bíblia, em uma das interpretações para os versículos 1 e 2 do capítulo 6 do livro de Gênesis.

## Narrativa bíblica

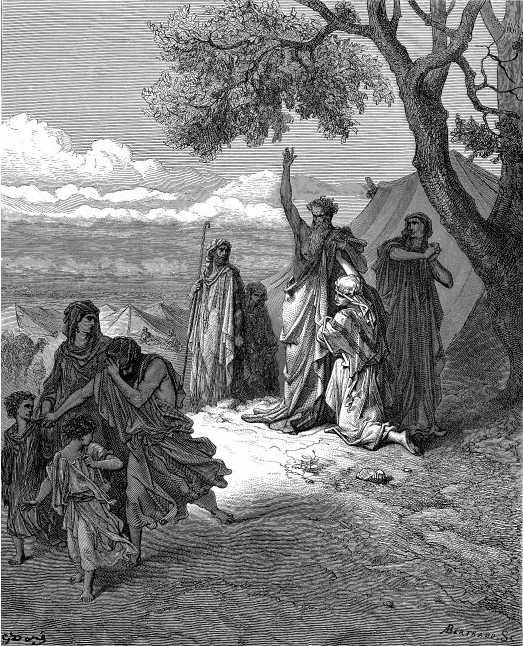
Noé amaldiçoando seu neto Canaã, gravura de Gustave Doré

A história de Noé encontra-se no livro de Gênesis, sendo seu nome mencionado pela primeira vez em Gênesis 5:29, encerrando com sua morte, em 9:29, com 950 anos. O relato conta que Noé era descendente da linhagem de Sete, e viveu numa época em que as outras linhagens humanas (a partir dos descendentes de Caim e dos próprios parentes de Noé, provavelmente) mostraram-se corrompidas.

### O Dilúvio
Na Bíblia, em Gênesis, é mostrado o arrependimento do Senhor em ter criado o homem, devido à maldade que este espalhara na Terra. Neste arrependimento, decide fazer um enorme dilúvio, fazendo desaparecer tudo que havia sido criado até então. Porém, decide poupar Noé, por este ter agido bem, e lhe recomenda fazer uma arca de madeira, e abrigar, junto com sua família, um casal de cada espécie existente.
Entretanto, arqueólogos não encontraram nenhuma evidência significante que comprove a existência do dilúvio.
O Dilúvio supostamente ocorreu entre 6 de maio de 2349 a.C. até 30 de novembro de 2348 a.C., mas Noé só sai da arca no dia 18 de dezembro de 2348 a.C.

### O repovoamento da Terra
A Noé e seus descendentes coube a tarefa de povoar a região. A fonte extrabíblica de Flávio Josefo detalha em pormenores a descendência de Noé, e quais povos cada um de seus filhos e netos teria dado origem. Em certa altura, Noé embebedara-se com o vinho produzido de sua própria videira de tal modo que encontrou-se nu em sua tenda. Seu filho Cam o viu e faz saber aos que estavam fora. Seus irmãos sabendo entraram na tenda de costas para cobrirem Noé sem o ver nu. Quando recobrou a consciência, Noé amaldiçoou seu neto Canaã, filho de Cam, porém abençoando seus outros filhos, Sem e Jafé. De acordo com o texto bíblico Noé teria vivido 950 anos.
A história de Noé tem forte significado simbólico sobre boa parte da história de Israel, principalmente durante o período da conquista de Canaã narrada no livro de Josué. A maldição de Noé certamente foi usada pelos povos semitas (ou seja, descendentes de Sem, cujos hebreus fazem parte) como justificativa para a conquista da terra de Canaã (ocupada pelos cananeus, alegadamente descendentes de Canaã, neto amaldiçoado de Noé).

### Longevidade de Noé
De acordo com o texto bíblico, Noé teria vivido 950 anos. Tinha 500 anos quando gerou a Sem, Cam e Jafé. Com a idade de 600 anos, enfrentou o Dilúvio e ainda viveu mais três séculos e meio, o que significa que poderia ter falecido já nos dias de Abraão, já na décima geração de seus descendentes.
| nome      | idade ao ser pai | idade ao morrer |
| --------- | ---------------- | --------------- |
| Adão      | 130              | 930             |
| Sete      | 105              | 912             |
| Enos      | 90               | 905             |
| Cainã     | 70               | 910             |
| Malalel   | 65               | 895             |
| Jarede    | 162              | 962             |
| Enoque    | 65               | 365             |
| Matusalém | 187              | 969             |
| Lameque   | 182              | 777             |
| Noé       | 500              | 950             |
| Sem       | 100              | 600             |
| Arpachade | 35               | 438             |
| Selá      | 30               | 433             |
| Éber      | 34               | 464             |
| Pelegue   | 30               | 239             |
| Reú       | 32               | 239             |
| Serugue   | 30               | 230             |
| Naor      | 29               | 148             |
| Terá      | 70               | 205             |
| Abraão    | 100              | 175             |
| Isaque    | 60               | 180             |

### Descendentes de Noé
Os descendentes de Sem eram chamados semitas. Os descendentes de Cam estabeleceram-se em Canaã, no Egito e na África. Os descendentes de Jafé estabeleceram-se, em sua maioria, na Europa e Ásia Menor. Tais correspondências, evidentemente, não correspondem à ciência de Etnogênese, Demografia e Genética populacionais.

#### Sob critério e método científicos
Os povos de fala semitas compartem as mesmas populações pré-históricas, mas em quantias diferentes: Agricultores e Pastores Natufitas, Antigo agricultor europeu (AGE ou em ing: EEF), Caçadores-Coletores do Irã e do Cáucaso, Pastor da África Oriental; compartilhando semelhanças os antigos cananeus (a incluir os antigos israelitas e judaítas) não somente com todas as populações do Levante, Península Arábica e Mesopotâmia, mas também em segundo grau com Egito, em terceiro grau com Irã, e em quarto, Anatólia, Cáucaso e Sul da Europa.

## Visão Religiosa

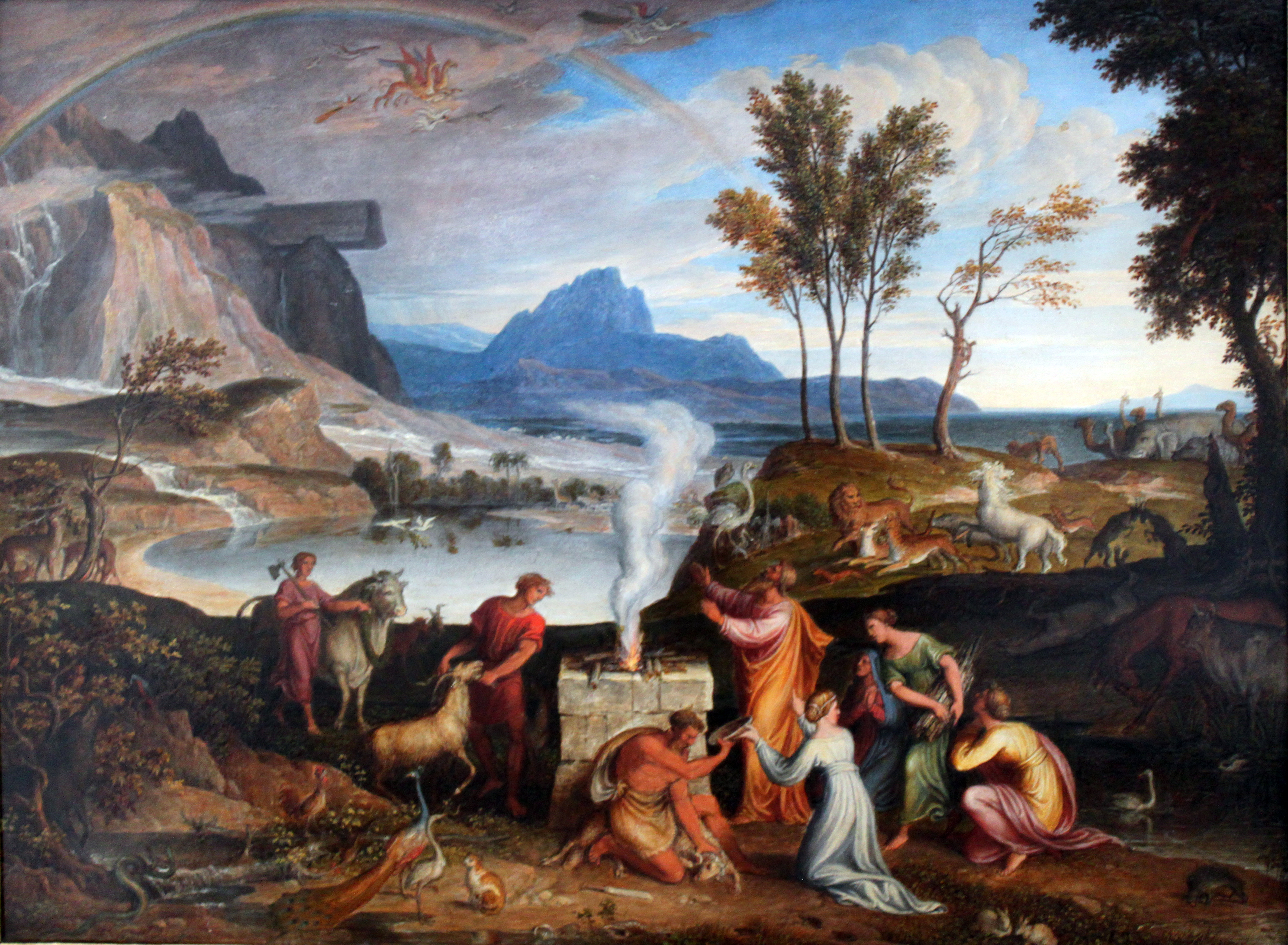
Paisagem com a Ação de Graças de Noé. Óleo sobre tela, Joseph Anton Koch, cerca de 1803.

### Visão cristã
Segundo o arcebispo James Ussher, Noé nasceu em 2 948 a.C. e morreu com 950 anos em 1 998 a.C.. Seus três filhos mais conhecidos eram Sem, Cam (ou Cã, Cão) e Jafé.

### Visão muçulmana
O Alcorão afirma que Noé (em árabe: نوح,; romaniz.: Nūḥ) estava sendo inspirado por Deus, semelhante a outros profetas como Abraão, Ismael, Isaac, Jacob, Jesus, Jó, Jonas, Aarão, Salomão, David e Maomé, e que era um fidedigno mensageiro. (4:163, 26:107)
Ele continuamente e abertamente alertou as pessoas dos tormentos que estavam vindo, porque eles foram iníquos e não obedeceram a Deus por cerca de mil anos (11:25, 29:14, 71:1-5). Noé chamou o povo para servir a Deus, e disse que ninguém, além de Deus poderia salvá-los (23:23), disse que o tempo do dilúvio já havia sido declarado e não poderia ser adiado, desta forma, seu povo deveria retornar a Deus, para que Ele pudesse perdoá-los (7:59-64, 11:26).
Os chefes tribais, incrédulos, disseram que Noé certamente estava em um erro evidente, e era somente um mortal como eles. Noé respondeu a esta acusação afirmando que não estava errado, mas que fora o mensageiro do Senhor do Universo[parcial?] e transmitira-lhes as mensagens de Deus. Noé foi enviado como um aviso, para dar às pessoas a chance de se arrependerem para serem perdoados e encontrarem misericórdia (7:59-64, 26:105-110).
Deus comandou Noé na construção de uma arca por Sua inspiração. Como começou a construir o barco, os chefes tribais passavam por ele e o escarneciam. Após a sua conclusão, o navio estava carregado com animais e a família de Noé (11:35-41). As pessoas que negaram a mensagem que Noé retransmitiu foram afogadas (7:64), o filho de Noé também foi uma delas (11:42-48). Este último pormenor não é perceptível em outras fontes e o Alcorão trata-o como uma prova para a sua originalidade. (11:49).
Noé é chamado de "um servo agradecido" (17:3). Entre as sementes de Noé (e Abraão), é colocada a profecia e a escritura (57:26).

## Similaridades

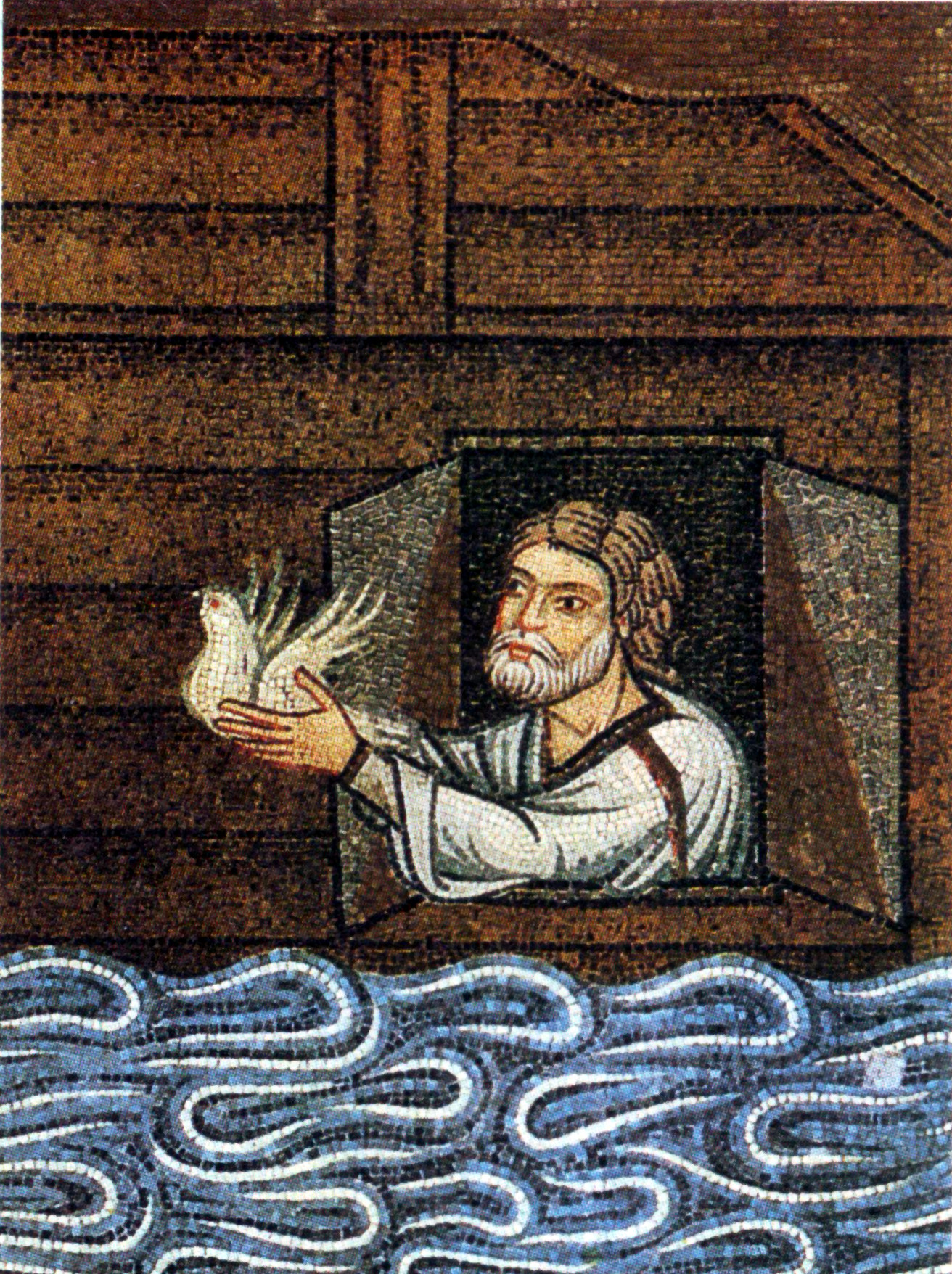
Noé na sua arca de madeira. Mosaico na Basílica de São Marcos, Veneza

### Mitologia comparada
A história do dilúvio, como outras do Antigo Testamento, não é um fato exclusivo da Bíblia. Esta estória escrita por Moisés é similar a outras tão antigas quanto a de Utnapishtim no épico de Gilgamesh ou mesmo outro herói sumério chamado de Ziusudra, no entanto sua importância reside no fato de ser a história do Dilúvio um marco entre duas formas de contar o tempo. O ano solar baseado nas estações do ano ou no caso nas cheias do Nilo e o Ano lunar, baseado na lua cheia e nas marés de sizígia, esse último explicaria então a alegada longevidade dos lendários personagens bíblicos (77,5;
76; 75,42; 75,83; 74,58; 80,17; 30,42; 80,75; 64,75; 79,17; 50; 36,5; 36,08; 38,67; 19,92;
19,92; 19,17; 12,33; 17,08; 14,58; 15) inclusos no livro do Pentateuco. (Não explica a idade que tiveram filhos: 10,83 ; 8,75; 7,5; 5,83; 5,42; 13,5; 5,42; 15,58; 15,17; 41,67; 8,33; 2,92; 2,5; 2,83; 2,5; 2,67; 2,5; 2,42; 5,83; 8,33; 5).
Tal estória, também pode ser observada entre os gregos antigos no mito do Deucalião.

#### Deucalião
Noé foi comparado a miúdo com Deucalião, o filho de Prometeu e Hesínoe na mitologia grega. Como Noé, Deucalião é avisado do dilúvio (por Zeus e Posídon); constrói uma arca e abastecea-a com criaturas e, quando a sua viagem termina, ele agradece aos deuses e recebe deles conselhos sobre como repovoar a Terra. Deucalião também envia uma pomba para saber da situação do mundo e o pássaro volta com um ramo de oliveira. Deucalião, em algumas versões do mito, tamém se converte no inventor do vinho, tal como Noé.  Fílon e Justino equiparam a Deucalião com Noé, e Josefo usou a história de Deucalião como evidência de que o dilúvio ocorreu realmente e que, portanto, Noé existiu.
O tema de uma divindade do clima que encabeçava o panteão causando a grande inundação, e a seguir uma divindade trapaceira que, tendo criado os homens a partir do barro, então salva o homem, também está presente na mitologia suméria, com Enlil (em lugar de Zeus) provocando a inundação, e Enqui (em lugar de Prometeu) salvando o homem. Stephanie West escreveu que isso pode ter se dado porque os gregos pegaram emprestadas histórias do Oriente Próximo.

## Paralelismo
Outros gêneses e outras histórias de civilizações ao redor do planeta, semelhantes à de Noé, são também relatadas. Foi encontrada em Nipur, na Babilônia meridional, uma tabuinha de 1 600 a.C. contendo a história de uma devastadora inundação.
Os sumérios também já haviam relatado uma história semelhante, muito antes mesmo dos hebreus surgirem como povo.

## Árvore genealógica
Segundo a tradição das religiões abraâmicas e do povo de Canaã, eis a genealogia de Noé:
|       |       |       |       |       |       |  |  |          |          |          |          |          |          |  |  | Adão      | Adão      | Adão      | Adão      | Adão      | Adão      |      |      | Eva   | Eva   | Eva   | Eva   | Eva   | Eva   |  |  |           |           |           |           |           |           |  |  |      |      |      |      |      |      |  |  |  |  |  |  |  |  |  |  |  |  |  |  |  |  |  |  |  |  |  |  |  |  |
|       |       |       |       |       |       |  |  |          |          |          |          |          |          |  |  | Adão      | Adão      | Adão      | Adão      | Adão      | Adão      |      |      | Eva   | Eva   | Eva   | Eva   | Eva   | Eva   |  |  |           |           |           |           |           |           |  |  |      |      |      |      |      |      |  |  |  |  |  |  |  |  |  |  |  |  |  |  |  |  |  |  |  |  |  |  |  |  |
|       |       |       |       |       |       |  |  |          |          |          |          |          |          |  |  |           |           |           |           |           |           |      |      |       |       |       |       |       |       |  |  |           |           |           |           |           |           |  |  |      |      |      |      |      |      |  |  |  |  |  |  |  |  |  |  |  |  |  |  |  |  |  |  |  |  |  |  |  |  |
|       |       |       |       |       |       |  |  |          |          |          |          |          |          |  |  |           |           |           |           |           |           |      |      |       |       |       |       |       |       |  |  |           |           |           |           |           |           |  |  |      |      |      |      |      |      |  |  |  |  |  |  |  |  |  |  |  |  |  |  |  |  |  |  |  |  |  |  |  |  |
|       |       |       |       |       |       |  |  | Caim     | Caim     | Caim     | Caim     | Caim     | Caim     |  |  |           |           |           |           | Abel      | Abel      | Abel | Abel | Abel  | Abel  |       |       |       |       |  |  | Sete      | Sete      | Sete      | Sete      | Sete      | Sete      |  |  |      |      |      |      |      |      |  |  |  |  |  |  |  |  |  |  |  |  |  |  |  |  |  |  |  |  |  |  |  |  |
|       |       |       |       |       |       |  |  | Caim     | Caim     | Caim     | Caim     | Caim     | Caim     |  |  |           |           |           |           | Abel      | Abel      | Abel | Abel | Abel  | Abel  |       |       |       |       |  |  | Sete      | Sete      | Sete      | Sete      | Sete      | Sete      |  |  |      |      |      |      |      |      |  |  |  |  |  |  |  |  |  |  |  |  |  |  |  |  |  |  |  |  |  |  |  |  |
|       |       |       |       |       |       |  |  | Enoque   | Enoque   | Enoque   | Enoque   | Enoque   | Enoque   |  |  |           |           |           |           |           |           |      |      |       |       |       |       |       |       |  |  | Enos      | Enos      | Enos      | Enos      | Enos      | Enos      |  |  |      |      |      |      |      |      |  |  |  |  |  |  |  |  |  |  |  |  |  |  |  |  |  |  |  |  |  |  |  |  |
|       |       |       |       |       |       |  |  | Enoque   | Enoque   | Enoque   | Enoque   | Enoque   | Enoque   |  |  |           |           |           |           |           |           |      |      |       |       |       |       |       |       |  |  | Enos      | Enos      | Enos      | Enos      | Enos      | Enos      |  |  |      |      |      |      |      |      |  |  |  |  |  |  |  |  |  |  |  |  |  |  |  |  |  |  |  |  |  |  |  |  |
|       |       |       |       |       |       |  |  | Irad     | Irad     | Irad     | Irad     | Irad     | Irad     |  |  |           |           |           |           |           |           |      |      |       |       |       |       |       |       |  |  | Cainã     | Cainã     | Cainã     | Cainã     | Cainã     | Cainã     |  |  |      |      |      |      |      |      |  |  |  |  |  |  |  |  |  |  |  |  |  |  |  |  |  |  |  |  |  |  |  |  |
|       |       |       |       |       |       |  |  | Irad     | Irad     | Irad     | Irad     | Irad     | Irad     |  |  |           |           |           |           |           |           |      |      |       |       |       |       |       |       |  |  | Cainã     | Cainã     | Cainã     | Cainã     | Cainã     | Cainã     |  |  |      |      |      |      |      |      |  |  |  |  |  |  |  |  |  |  |  |  |  |  |  |  |  |  |  |  |  |  |  |  |
|       |       |       |       |       |       |  |  | Meujael  | Meujael  | Meujael  | Meujael  | Meujael  | Meujael  |  |  |           |           |           |           |           |           |      |      |       |       |       |       |       |       |  |  | Malalel   | Malalel   | Malalel   | Malalel   | Malalel   | Malalel   |  |  |      |      |      |      |      |      |  |  |  |  |  |  |  |  |  |  |  |  |  |  |  |  |  |  |  |  |  |  |  |  |
|       |       |       |       |       |       |  |  | Meujael  | Meujael  | Meujael  | Meujael  | Meujael  | Meujael  |  |  |           |           |           |           |           |           |      |      |       |       |       |       |       |       |  |  | Malalel   | Malalel   | Malalel   | Malalel   | Malalel   | Malalel   |  |  |      |      |      |      |      |      |  |  |  |  |  |  |  |  |  |  |  |  |  |  |  |  |  |  |  |  |  |  |  |  |
|       |       |       |       |       |       |  |  | Metusael | Metusael | Metusael | Metusael | Metusael | Metusael |  |  |           |           |           |           |           |           |      |      |       |       |       |       |       |       |  |  | Jarede    | Jarede    | Jarede    | Jarede    | Jarede    | Jarede    |  |  |      |      |      |      |      |      |  |  |  |  |  |  |  |  |  |  |  |  |  |  |  |  |  |  |  |  |  |  |  |  |
|       |       |       |       |       |       |  |  | Metusael | Metusael | Metusael | Metusael | Metusael | Metusael |  |  |           |           |           |           |           |           |      |      |       |       |       |       |       |       |  |  | Jarede    | Jarede    | Jarede    | Jarede    | Jarede    | Jarede    |  |  |      |      |      |      |      |      |  |  |  |  |  |  |  |  |  |  |  |  |  |  |  |  |  |  |  |  |  |  |  |  |
| Ada   | Ada   | Ada   | Ada   | Ada   | Ada   |  |  | Lameque  | Lameque  | Lameque  | Lameque  | Lameque  | Lameque  |  |  |           |           |           |           | Zilá      | Zilá      | Zilá | Zilá | Zilá  | Zilá  |       |       |       |       |  |  | Enoque    | Enoque    | Enoque    | Enoque    | Enoque    | Enoque    |  |  |      |      |      |      |      |      |  |  |  |  |  |  |  |  |  |  |  |  |  |  |  |  |  |  |  |  |  |  |  |  |
| Ada   | Ada   | Ada   | Ada   | Ada   | Ada   |  |  | Lameque  | Lameque  | Lameque  | Lameque  | Lameque  | Lameque  |  |  |           |           |           |           | Zilá      | Zilá      | Zilá | Zilá | Zilá  | Zilá  |       |       |       |       |  |  | Enoque    | Enoque    | Enoque    | Enoque    | Enoque    | Enoque    |  |  |      |      |      |      |      |      |  |  |  |  |  |  |  |  |  |  |  |  |  |  |  |  |  |  |  |  |  |  |  |  |
|       |       |       |       |       |       |  |  |          |          |          |          |          |          |  |  |           |           |           |           |           |           |      |      |       |       |       |       |       |       |  |  |           |           |           |           |           |           |  |  |      |      |      |      |      |      |  |  |  |  |  |  |  |  |  |  |  |  |  |  |  |  |  |  |  |  |  |  |  |  |
|       |       |       |       |       |       |  |  |          |          |          |          |          |          |  |  |           |           |           |           |           |           |      |      |       |       |       |       |       |       |  |  |           |           |           |           |           |           |  |  |      |      |      |      |      |      |  |  |  |  |  |  |  |  |  |  |  |  |  |  |  |  |  |  |  |  |  |  |  |  |
| Jabal | Jabal | Jabal | Jabal | Jabal | Jabal |  |  | Jubal    | Jubal    | Jubal    | Jubal    | Jubal    | Jubal    |  |  | Tubalcaim | Tubalcaim | Tubalcaim | Tubalcaim | Tubalcaim | Tubalcaim |      |      | Naamá | Naamá | Naamá | Naamá | Naamá | Naamá |  |  | Matusalém | Matusalém | Matusalém | Matusalém | Matusalém | Matusalém |  |  |      |      |      |      |      |      |  |  |  |  |  |  |  |  |  |  |  |  |  |  |  |  |  |  |  |  |  |  |  |  |
| Jabal | Jabal | Jabal | Jabal | Jabal | Jabal |  |  | Jubal    | Jubal    | Jubal    | Jubal    | Jubal    | Jubal    |  |  | Tubalcaim | Tubalcaim | Tubalcaim | Tubalcaim | Tubalcaim | Tubalcaim |      |      | Naamá | Naamá | Naamá | Naamá | Naamá | Naamá |  |  | Matusalém | Matusalém | Matusalém | Matusalém | Matusalém | Matusalém |  |  |      |      |      |      |      |      |  |  |  |  |  |  |  |  |  |  |  |  |  |  |  |  |  |  |  |  |  |  |  |  |
|       |       |       |       |       |       |  |  |          |          |          |          |          |          |  |  |           |           |           |           |           |           |      |      |       |       |       |       |       |       |  |  | Lameque   |           |           |           |           |           |  |  |      |      |      |      |      |      |  |  |  |  |  |  |  |  |  |  |  |  |  |  |  |  |  |  |  |  |  |  |  |  |
|       |       |       |       |       |       |  |  |          |          |          |          |          |          |  |  |           |           |           |           |           |           |      |      |       |       |       |       |       |       |  |  |           |           |           |           |           |           |  |  |      |      |      |      |      |      |  |  |  |  |  |  |  |  |  |  |  |  |  |  |  |  |  |  |  |  |  |  |  |  |
|       |       |       |       |       |       |  |  |          |          |          |          |          |          |  |  |           |           |           |           |           |           |      |      |       |       |       |       |       |       |  |  | Noé       |           |           |           |           |           |  |  |      |      |      |      |      |      |  |  |  |  |  |  |  |  |  |  |  |  |  |  |  |  |  |  |  |  |  |  |  |  |
|       |       |       |       |       |       |  |  |          |          |          |          |          |          |  |  |           |           |           |           |           |           |      |      |       |       |       |       |       |       |  |  |           |           |           |           |           |           |  |  |      |      |      |      |      |      |  |  |  |  |  |  |  |  |  |  |  |  |  |  |  |  |  |  |  |  |  |  |  |  |
|       |       |       |       |       |       |  |  |          |          |          |          |          |          |  |  |           |           |           |           |           |           |      |      |       |       |       |       |       |       |  |  |           |           |           |           |           |           |  |  |      |      |      |      |      |      |  |  |  |  |  |  |  |  |  |  |  |  |  |  |  |  |  |  |  |  |  |  |  |  |
|       |       |       |       |       |       |  |  |          |          |          |          |          |          |  |  |           |           |           |           |           |           |      |      | Sem   | Sem   | Sem   | Sem   | Sem   | Sem   |  |  | Cam       | Cam       | Cam       | Cam       | Cam       | Cam       |  |  | Jafé | Jafé | Jafé | Jafé | Jafé | Jafé |  |  |  |  |  |  |  |  |  |  |  |  |  |  |  |  |  |  |  |  |  |  |  |  |

## Citações
- Gênesis 5:28-Gênesis 10:32
- I Crônicas 1:3–4
- Isaías 54:9
- Ezequiel 14:14–20
- Mateus 24:37–38
- Lucas 3:36; Lucas 17:26–27
- Hebreus 11:7
- I Pedro 3:20
- II Pedro 2:5